# Al-Basasiri
Al-Basasiri (en arabe : أبو الحارث أرسلان بن عبد الله البساسيري) est un esclave turcoman mamelouk du XIe siècle, devenu chef militaire au compte de la dynastie bouyide en Iraq puis fatimide au Caire.

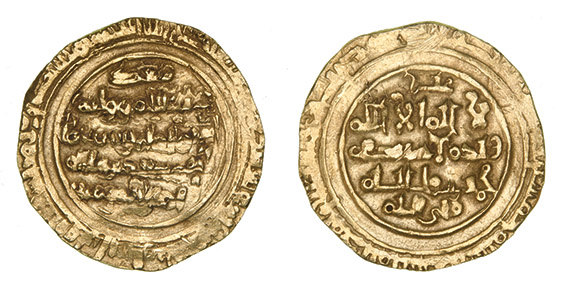
Dinar d'or, frappé au nom de Al-Basasiri, Bagdad

## Histoire
Al-Basasiri est d'abord employé au service de Baha' ad-Dawla Firuz, maître bouyide de Bagdad. Dans ce cadre, il gravit les échelons dans l'armée et devient un commandant et chef militaire important.
Toutefois, en 1055, la tutelle bouyide prend fin. En effet, profitant d'émeutes dans la capitale, les seldjoukides, venus d'Asie centrale, d'obédience sunnite et menés par Toghrul Beg, s'emparent de la ville et y mettent un terme.
Bien qu'aspirant lui aussi à renverser le pouvoir bouyide, Al-Basasiri voit sa position menacée par les seldjoukides et se rebelle contre leur autorité durant plusieurs années. Toutefois, aucune des parties n'arrive à prendre l'avantage,, et Al-Basasiri est contraint de se réfugier en Syrie. Là-bas, il est influencé par les fatimides et leur chiisme d’état. Il prête allégeance au calife Al-Mustansir bi-Llâh, qui lui procure des armes, des hommes et des fonds. Il se constitue rapidement une armée, au point qu’en 1056, il parvient à défaire les seldjoukides envoyés depuis Bagdad pour l'écraser.
En 1058, Al-Basasiri profite de l’absence de Toghrul Beg, celui-ci parti guerroyer contre son frère Ibrahim Yinal, pour conquérir Bagdad. Il y parvient, à l’aide d’une importante armée, constituée d’égyptiens et de syriens. À cette occasion, il destitue le calife abbasside al-Qâ'im bi-'Amrillâh, pour le remplacer par le calife fatimide Al-Mustansir bi-Llâh, au nom duquel il fait prononcer le sermon du vendredi.
Après de nombreux affrontement contre les rebelles menés par son frère, Toghrul Beg revient à Bagdad. Il réussit à récupérer la ville et replace sur le trône le calife Al-Qâ’im.
Al-Basasiri est tué par une flèche en 1059 lors d'un affrontement contre les seldjoukides, menés par Toghrul Beg, alors qu'il marchait vers Koufa. Ce dernier ordonna que sa tête soit transportée au palais califal à Bagdad pour y être exhibée.